# Walter Stahlecker

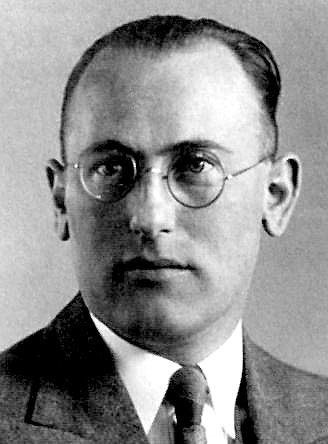
Walter Stahlecker (1930)

Franz Walter Stahlecker (* 10. Oktober 1900 in Sternenfels/Enz; † 23. März 1942 bei Krasnogwardeisk, Sowjetunion) war ein deutscher Jurist, Polizist und SS-Führer, zuletzt SS-Brigadeführer und Generalmajor der Polizei. Stahlecker amtierte unter anderem als Leiter des Württembergischen Politischen Landespolizeiamtes (1934–1936) sowie als Befehlshaber der Einsatzgruppe A und als Befehlshaber der Sicherheitspolizei und des SD im Bereich des Reichskommissariats Ostland.

## Leben

### Jugend und Ausbildung
Walter Stahlecker war das zweite von vier Kindern des Sternenfelser Pfarrers und späteren Oberstudiendirektors Paul Eugen Stahlecker (1867–1946) und seiner Ehefrau Anna, geb. Zaiser (1872–1932). Sein älterer Bruder war Rudolf Stahlecker.
Stahlecker wuchs ab seinem 6. Lebensjahr in Tübingen auf, nachdem sein Vater die Leitung der dortigen Mädchenrealschule übernommen hatte. Vom 21. September bis 7. Dezember 1918 leistete er Militärdienst. Er besuchte ein Gymnasium in Tübingen, das er 1920 mit der Reifeprüfung verließ. Anschließend studierte er Rechtswissenschaft an der Universität Tübingen. Während seines Studiums gehörte er der Verbindung Lichtenstein Tübingen, einer schlagenden schwarzen Studentenverbindung, sowie dem freiwilligen Tübinger Studentenkorps und der Polizeiwehr an. Außerdem bewegte er sich in den frühen 1920er Jahren im Umfeld des Deutschvölkischen Schutz- und Trutzbundes und der Organisation Consul. 1924 schloss Stahlecker sein Studium mit der ersten juristischen Staatsprüfung ab. Anschließend leistete er von Dezember 1924 bis November 1927 den Juristischen Vorbereitungsdienst bei den Amtsgerichten Reutlingen und Tübingen, beim Landgericht Tübingen und in einer Reutlinger Rechtsanwaltskanzlei ab. 1927 bestand er die Große Juristische Staatsprüfung. Kurz zuvor promovierte er zum Dr. jur.
Vom 7. März 1928 bis zum 27. August 1930 amtierte Stahlecker als Amtmann in den Oberämtern Ehingen und Saulgau. Anschließend war er vom 28. August 1930 bis zum 28. Mai 1933 Arbeitsamtsdirektor in Nagold. Während dieser Zeit heiratete er am 14. Oktober 1932 Luise-Gabriele Freiin von Gültlingen, die später – nach dem Tod Stahleckers – Otto Bittelmann ehelichte. Aus der Ehe Stahleckers gingen vier Kinder hervor.

### Zeit des Nationalsozialismus
Einige Monate nach der Machtergreifung der Nationalsozialisten trat Stahlecker im Mai 1933 in die NSDAP (Mitgliedsnummer 3.219.015) ein. Sein Eintritt wurde später aus optischen Gründen auf das Jahr 1932 rückdatiert (Mitgliedsnummer 1.069.130). Zum 23. November 1933 wechselte Stahlecker als Oberregierungsrat zur Vertretung Württembergs bei der Reichsregierung in Berlin.
Am 29. Mai 1933 wurde Stahlecker zum stellvertretenden Leiter des Württembergischen Politischen Landespolizeiamtes ernannt. Leiter des Amtes war Hermann Mattheiß, zu dem Stahleckers Verhältnis gespannt war. Am 14. Mai 1934 wurde Stahlecker Mattheiß’ Amtsnachfolger und wurde am 11. Mai 1937 an die Staatspolizeistelle Breslau versetzt.
Kurz nach dem Anschluss Österreichs an das Deutsche Reich wurde Stahlecker zum 20. Mai 1938 zum Inspekteur der Sicherheitspolizei und des SD in Österreich ernannt (SS-Nummer 73.041). Der für das „angeschlossene“ Österreich zuständige Reichskommissar Josef Bürckel richtete am 20. August 1938 die Zentralstelle für jüdische Auswanderung in Wien ein, die formell Stahlecker unterstand, tatsächlich jedoch von Adolf Eichmann geleitet wurde. Als Vertrauensmann von Reinhard Heydrich war Stahlecker dort der Antipode von Ernst Kaltenbrunner. Ein Jahr später, nach der Zerschlagung der Tschechoslowakei, wurde er zum 2. Juni 1939 zum Befehlshaber der Sicherheitspolizei und des SD (BdS) im Protektorat Böhmen und Mähren ernannt.

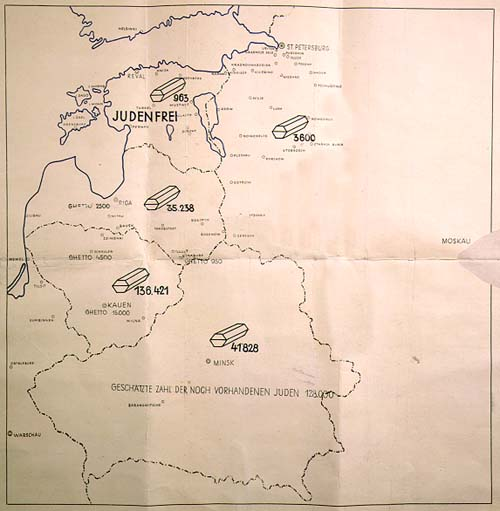
Stahleckers Dokumentation der Vernichtung von Juden durch die Einsatzgruppe A vom 31. Januar 1942

Nach dem Beginn des Zweiten Weltkriegs wurde Stahlecker im Mai 1940 als BdS nach Oslo geschickt, wo er bis November 1940 tätig war. Vom 14. November 1940 bis zum 18. Juni 1941 war er Ministerialrat im Auswärtigen Amt.
In der Hoffnung auf eine Karriere im RSHA übernahm Stahlecker im April 1941 als SS-Brigadeführer und Generalmajor der Polizei die Leitung der Einsatzgruppe A für die zu besetzenden Gebiete in der Sowjetunion. Die etwa 1000 Mann große Einsatzgruppe folgte nach dem Überfall auf die Sowjetunion am 22. Juni desselben Jahres der Heeresgruppe Nord in die baltischen Staaten bis vor Leningrad, um im Sinne der Rassenideologie des NS-Regimes Massenexekutionen im rückwärtigen Frontgebiet durchzuführen. Am 4. Juli 1941, fünf Tage nach der Einnahme Rigas, ließ er – mit Ausnahme der Peitav-Synagoge – alle Synagogen der Stadt niederbrennen, als Signal für den beginnenden Massenmord. Dazu stellte er das Kommando Arājs auf.
Stahleckers Einsatzgruppe erwies sich im folgenden halben Jahr als die „effektivste“ aller zu dieser Zeit eingesetzten Einheiten beim Massenmord: Bis zum Winter 1941 meldete er nach Berlin die Tötung von 249.420 Juden.

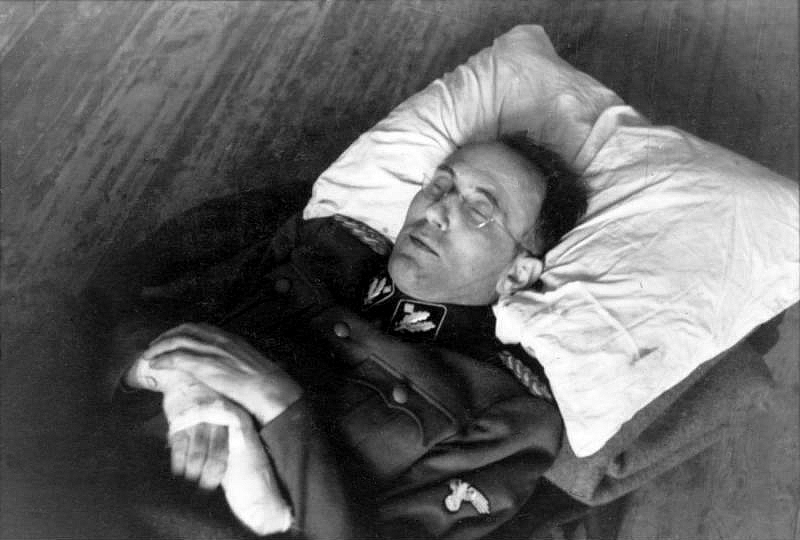
Stahlecker als Verwundeter (März 1942)

Ab Herbst 1941 war Stahlecker BdS im Reichskommissariat Ostland. In dieser Eigenschaft ließ er Ende 1941 das Lager Jungfernhof bei Riga einrichten.
Am 22. März 1942 erlitt Stahlecker bei einem Partisanenangriff in der Nähe seines Hauptquartiers eine Schussverletzung an einer Hauptarterie im Oberschenkel. Er wurde in einem Lazarett in Riga behandelt, verstarb aber infolge seines Blutverlustes auf dem Flug nach Prag, wo seine Familie lebte. In Prag wurde Stahlecker ein offizielles Staatsbegräbnis ausgerichtet, bei dem Reinhard Heydrich die Totenrede hielt und zu dem Himmler und Ribbentrop Totenkränze schickten.

## Beförderungen
Beförderungen in der SS:
- 1938: SS-Standartenführer
- 6. Februar 1941: SS-Brigadeführer und Generalmajor der Polizei